# Споразум из Кемп Дејвида
Споразум из Кемп Дејвида био је споразум који су 17. септембра 1978. у Белој кући, под покровитељством америчког председника Џимија Картера, потписали египатски председник Анвар ел Садат и израелски премијер Менахем Бегин, након дванаест дана тајних преговора у Кемп Дејвиду.
Споразум се састојао из два основна дела и то: Оквира за мир на Блиском истоку и Оквира за закључивање мировног споразума између Египта и Израела. Њиме је предвиђено решење у облику постепеног напуштања Западне обале од стране Израела, док би се остали проблеми одгодили на пет година.